# Aristómaco (heraclida)
En la mitología griega, Aristómaco (en griego Ἀριστόμαχος, Ἀristómakhos) fue uno de los Heraclidas. Fue hijo de Cleodeo, nieto de Hilo y bisnieto de Heracles. Condujo el cuarto ataque para capturar Micenas durante el reinado de Tisámeno, pero malinterpretó las recomendaciones del oráculo, fue derrotado y murió en la batalla. Es el padre de Témeno, Cresfontes y Aristodemo, que sí conseguirían invadir el Peloponeso.